# Antônio Dias
Antônio Dias ist eine Stadt in Minas Gerais, Brasilien.
Es ist in der Mikroregion Ipatinga und Mesoregion Vale do Rio Doce. Grenzt an die Gemeinden Coronel Fabriciano, Ferros, Jaguaraçu, Nova Era, Santa Maria de Itabira, São Domingos do Prata e Timóteo.